# Santuario Nacional de Santa Ana

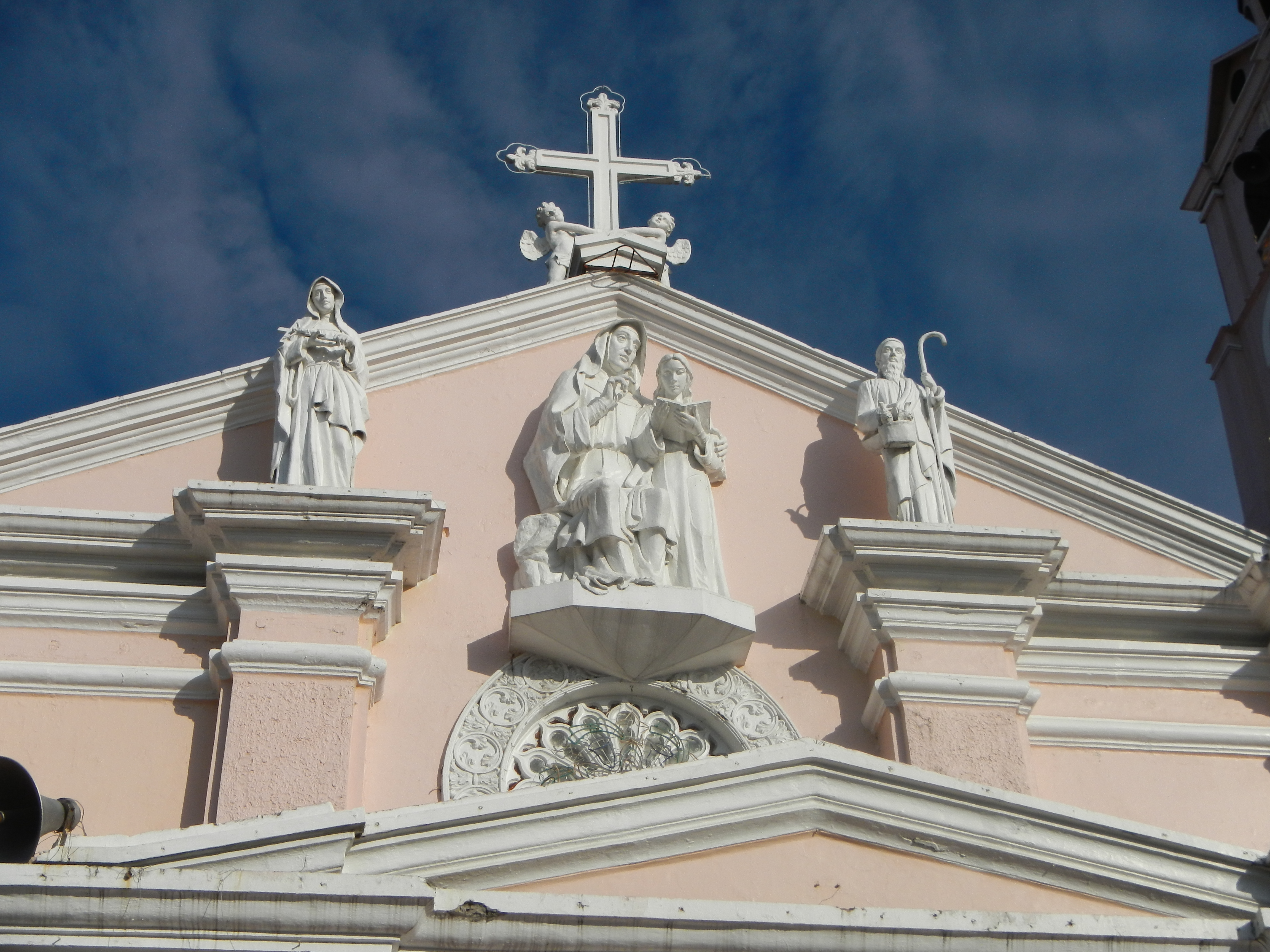
Los elementos decorativos frente al frontón de la iglesia.

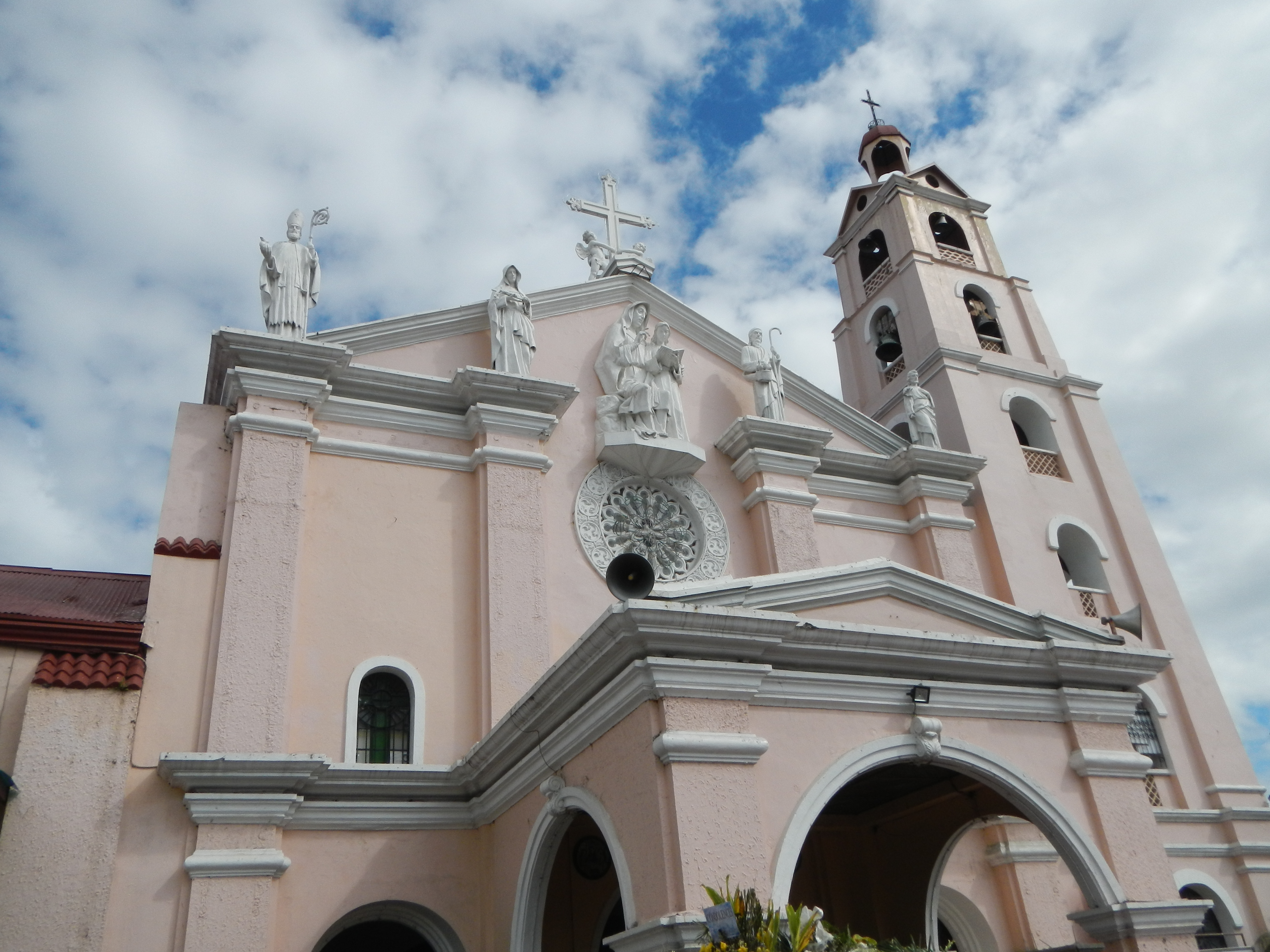
La fachada desde el patio.

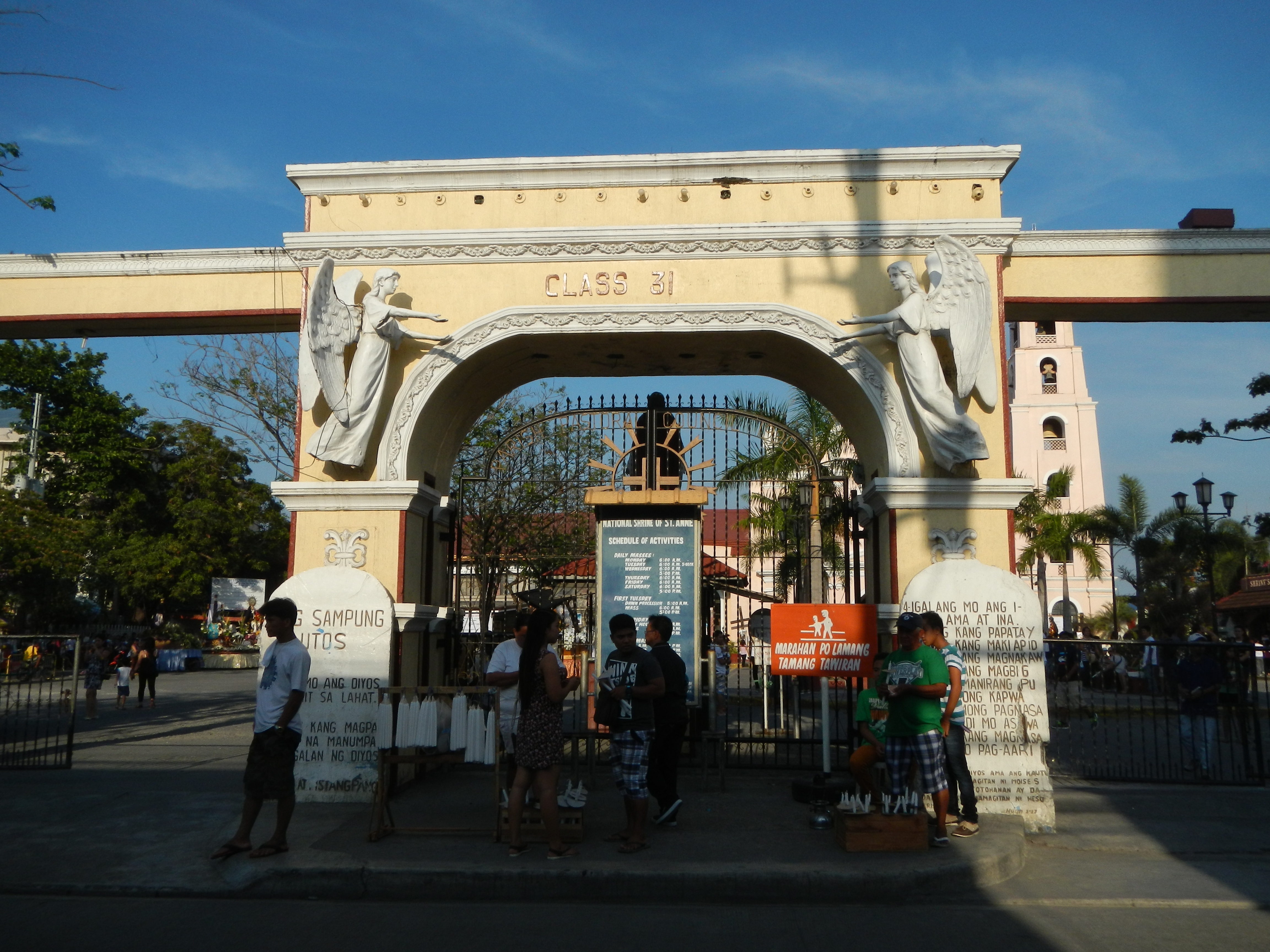
La puerta exterior

El Santuario Nacional y Parroquia de Santa Ana, comúnmente conocido como Iglesia de Hagónoy, es una iglesia barroca del siglo XVIII de la ciudad de Hagónoy, en Bulacán (al norte de Manila), Filipinas. La iglesia, ubicada en el barangay del Santo Niño, está dedicada a la advocación de Santa Ana y se encuentra bajo la jurisdicción de la diócesis de Malolos.
El edificio es una notable representación de la arquitectura colonial española tardía en las islas, aunque pasaría por un prolongado proceso de renovación que incluiría la incorporación de la mayoría de sus elementos decorativos durante el siglo XX; aun así, se sigue notando en él la influencia del barroco español. Recibió su marcador histórico como monumento de interés nacional en 1981 de la Comisión Histórica Nacional de Filipinas, y una década después, en 1991, le fue dado el estatus de Santuario Nacional (el cual actualmente forma parte de su nombre).

## Historia
Según las fuentes disponibles, Hagónoy era en la época prehispánica una comunidad estable, que, junto a otras dos comunidades indígenas de la misma región —las de Betis y Macabebe— se enfrentaron a Miguel López de Legazpi durante la conquista hispánica de Manila en 1571.
Tras la instauración de la institución católica en la aldea, en 1581, Hagónoy se estableció como visita de la parroquia de Calumpit, cuando el gobernador general de Filipinas Gonzalo Ronquillo de Peñalosa (nieto de Rodrigo Ronquillo) —conocido por ser fundador del Arévalo filipino, homónimo de su localidad natal abulense— entregó Hagónoy al sargento Juan Morón para ser incluida en la encomienda de Calumpit; este, posteriormente, entregaría su jurisdicción a Diego de Ordóñez de Vivar, prior de los misioneros agustinos filipinos. Prueba del establecimiento de la visita de Hagónoy se puede encontrar en dos documentos firmados por el mismo Vivar en 1582, uno del 17 de enero el otro del 21 de septiembre, en los que se confirma la existencia de un convento en Hagónoy bajo su dirección. Vivar erigió edificios cristianos realizados en materiales sencillos por toda la zona (el actual barangay de Santa Mónica) y las dedicó a la advocación de Ana, madre de María.
Un siglo y medio después, siendo Hagónoy ya parroquia propia, se erigió entre 1731 y 1734 una iglesia de piedra y ladrillo en el mismo lugar bajo supervisión de su primer párroco, fray Juan Albarrán. Aquella iglesia fue arrasada por un incendio el 12 de agosto de 1748, aunque ya un año antes, bajo la dirección del párroco Eusebio Polo, se habían puesto los cimientos para una nueva iglesia, la actual, que se encuentra al otro lado del río, en el barangay de Santo Niño. El traslado de sitio se debió en principio a las frecuentes inundaciones en el barangay de Santa Mónica. La construcción de la iglesia se completaría en 1752 bajo fray Buenaventura Roldán, año de su inauguración.
En 1862, Manuel Álvarez, nombrado párroco ese mismo año, inició la gran ampliación de la iglesia que resultaría prácticamente en la construcción de un nuevo edificio, de mayores dimensiones, para poder acomodar a un número mayor de feligreses. Más allá de su ampliación física, Álvarez se propuso crear un edificio que se distinguiera de las demás iglesias de la región, ya que, en comparación con otros templos barrocos erigidos en las islas, la de Hagónoy tenía un diseño relativamente sencillo. Si bien, aún antes de concluirse las obras restantes, la estructura se vio afectada por el terremoto de febrero de 1871 (con epicentro en el monte Hibok-Hibok), quedando sus paredes parcialmente dañados. La restauración se llevó a cabo al poco tiempo bajo la dirección de fray Ignacio Manzanares, quien además de sacerdote era arquitecto.

### SigloXX
En 1900, a raíz de la evacuación de la orden agustina debido a la Revolución filipina contra la corona española, la administración de la parroquia y de la iglesia pasó a manos de un sacerdote secular de la arquidiócesis de Manila.
En 1936 comenzaron las obras de renovación que durarían más de tres décadas; su primera fase, concluida en 1961 bajo Celestino Rodríguez, incluía la incorporación de la puerta cochera que la caracteriza en la actualidad (y que la distingue de otras iglesias de su clase). Las renovaciones graduales continuaron entre 1968 y 1970 bajo la dirección de monseñor José Aguinaldo, a quien se le atribuye la fachada actual de la iglesia, con las imágenes del santo apoyadas sobre las pilastras.

### Arquitectura
La fachada principal exhibe cinco ventanas: tres de arco de medio punto y dos rectangulares en el primer nivel. Anteriormente a renovación de la década de 1970, la fachada de la iglesia estaba desprovista de ornamentación, salvo las volutas al final del frontón triangular, relieves circulares y pilastras en forma de contrafuertes rematadas con tejas. Gran parte del diseño de la fachada cambió después de la renovación de la década de 1970. y ahora luce tres entradas arqueadas, todas con puertas de madera talladas con gran detalle. Se incorporaron capiteles toscanos a las cuatro pilastras ahora estaban rematados con grandes figuras de santos agustinos. También se incorporaron en el centro del frontón un rosetón y una figura de Santa Ana y la joven Virgen María con un libro en la mano. La fachada está rematada con una cruz sostenida por dos querubines.
Al sur de la izquierda, adosada a su pared izquierda, se levanta el una torre campanario rectangular de seis pisos (originalmente cinco); el sexto piso se incorporó durante última reconstrucción de la iglesia, dotando la linterna con una pequeña y una cúpula. La torre presenta una ornamentación sencilla, aunque notable, con las mismas pilastras en forma de contrafuertes en las esquinas de todos los niveles, y las ventanas de arco de medio punto con verjas decorativas. El diseño de la campana principal, expuesta en el campanario del quinto piso, también exhibe una forma decorativa, mientras que la campana del sexto piso es más pequeña y sencilla.

#### Galería de imágenes
Los elementos tallados en madera son notable en toda la iglesia, desde tallas de representaciones de escenas bíblicas, a figuras esculpidas, y hasta el propio techo y decoraciones varias:

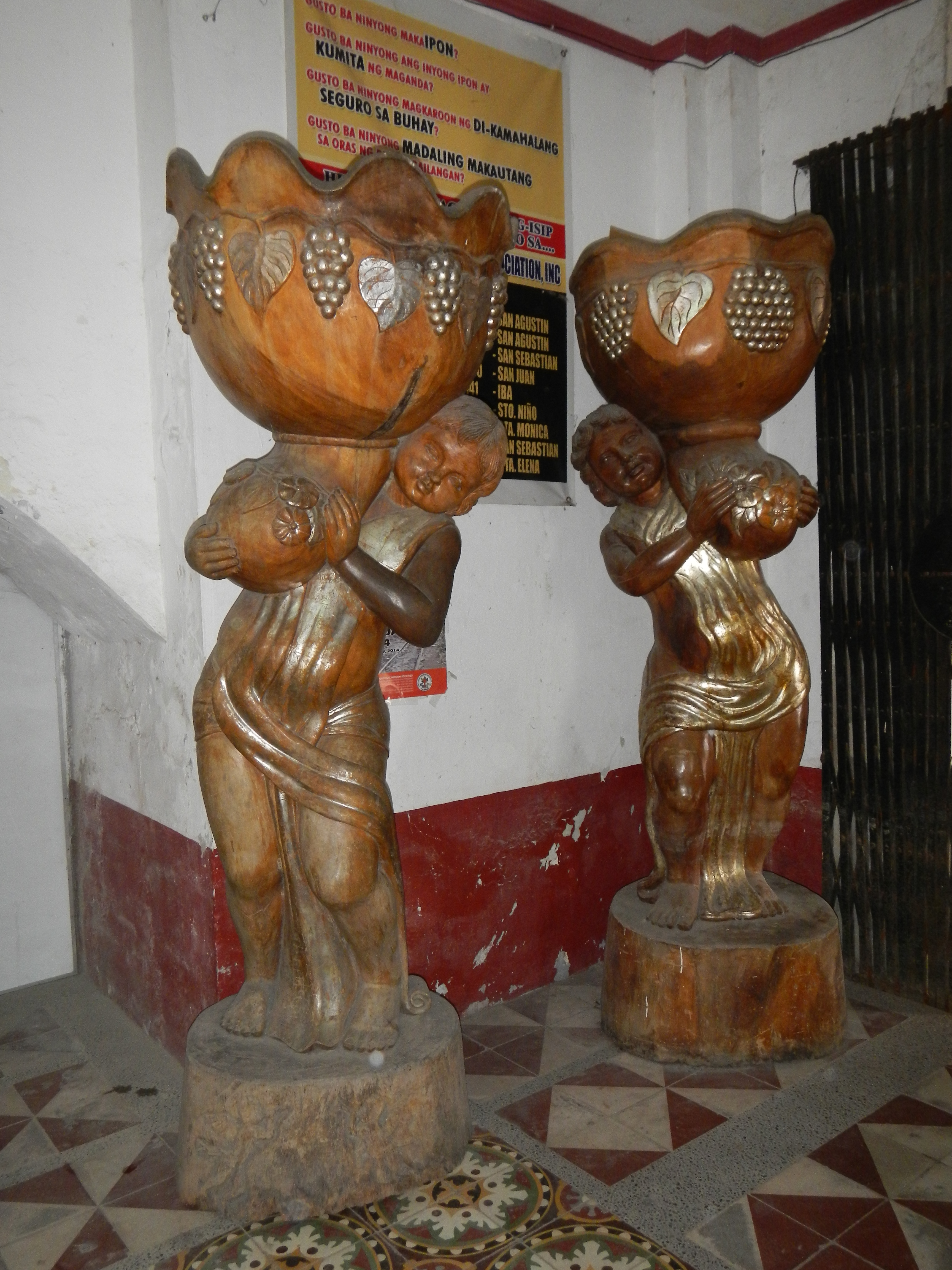
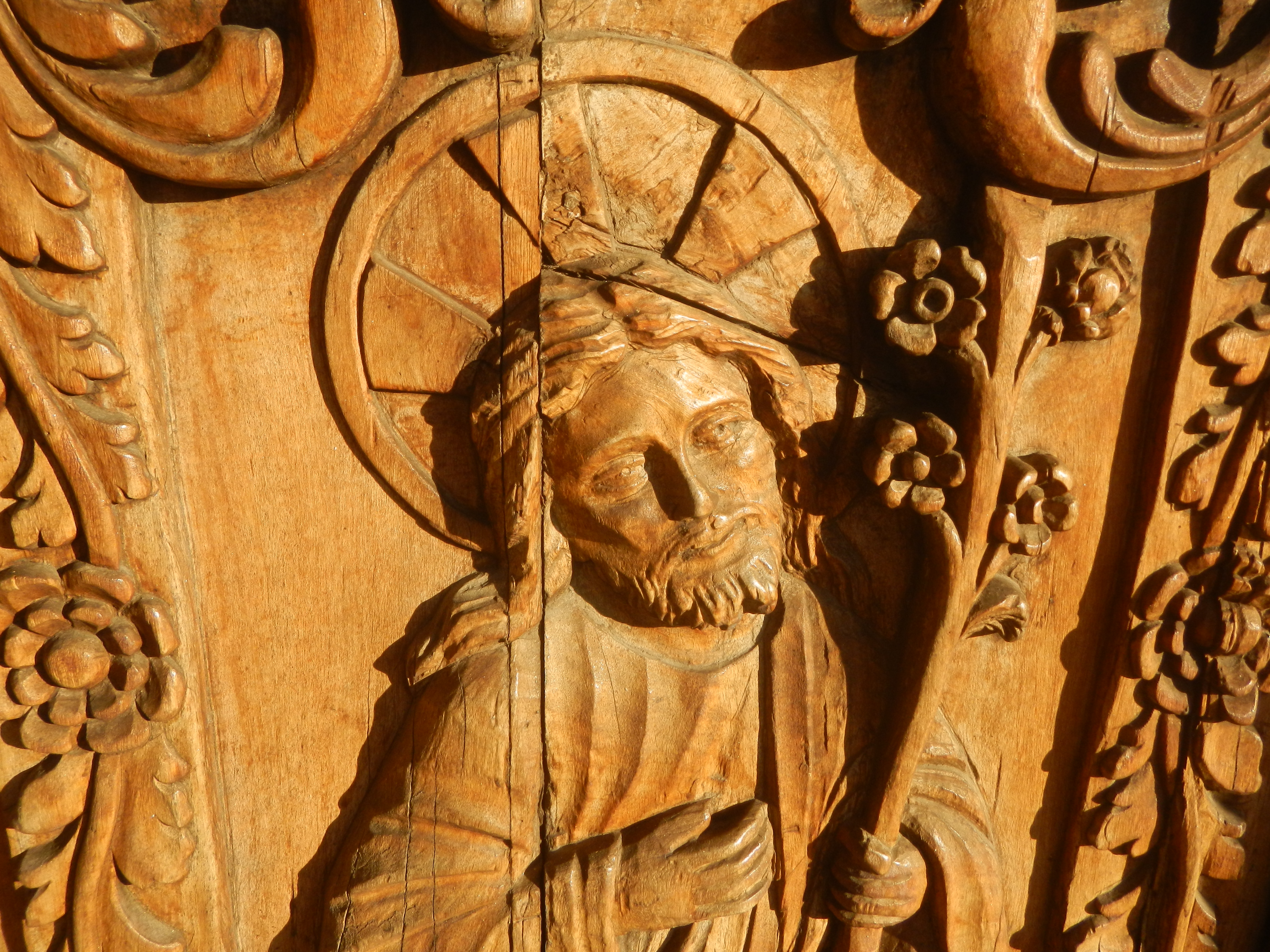
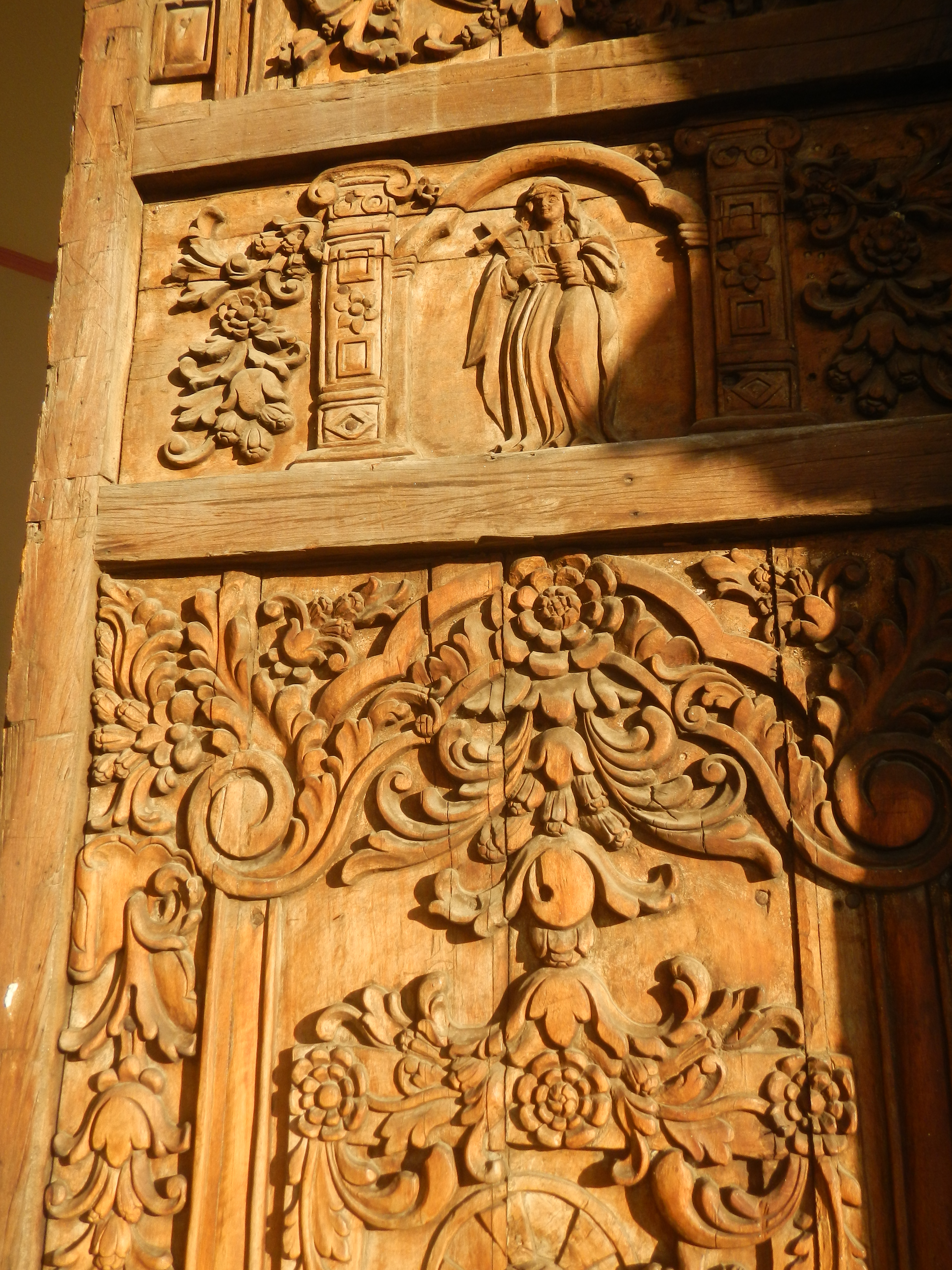
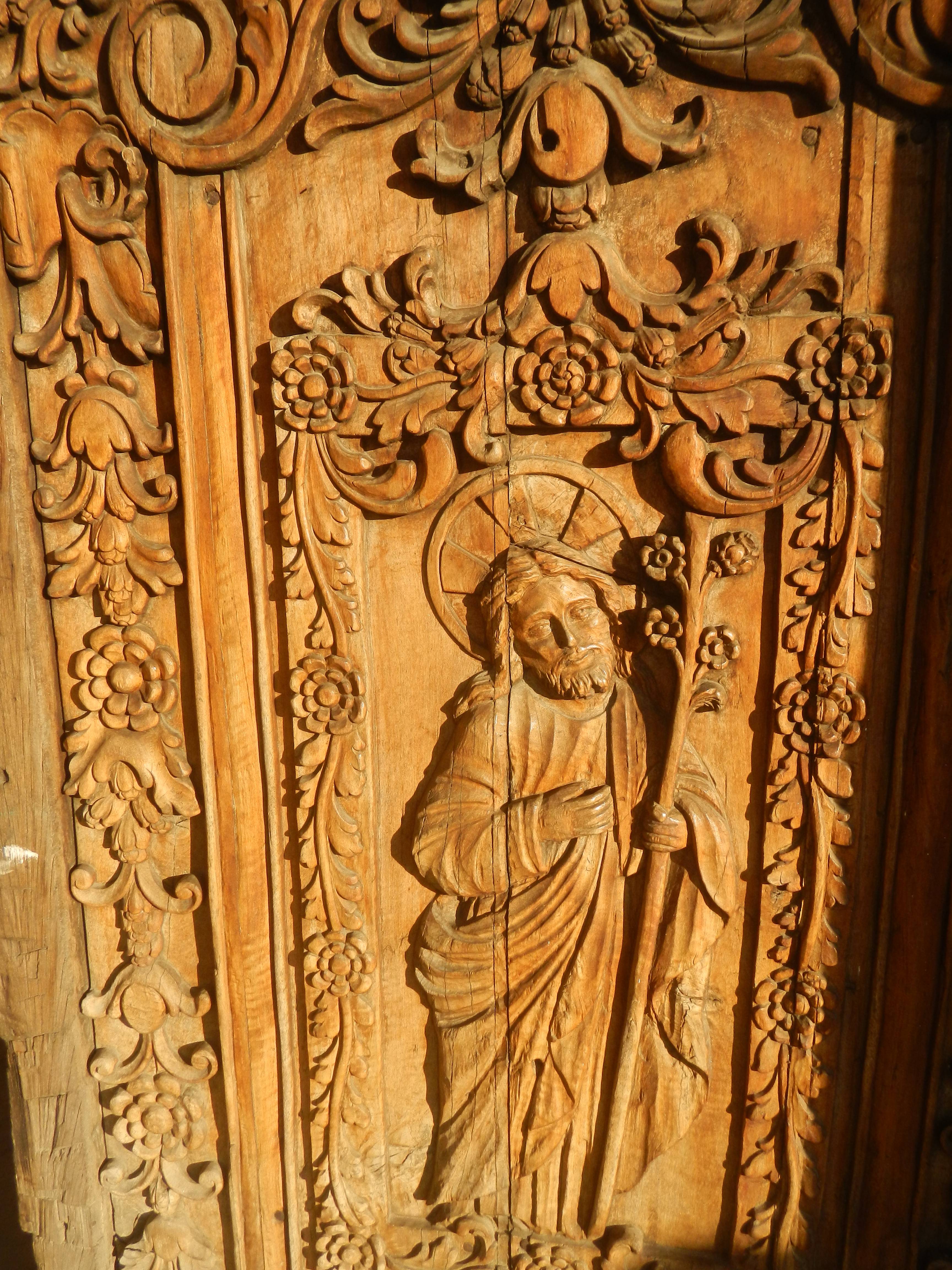
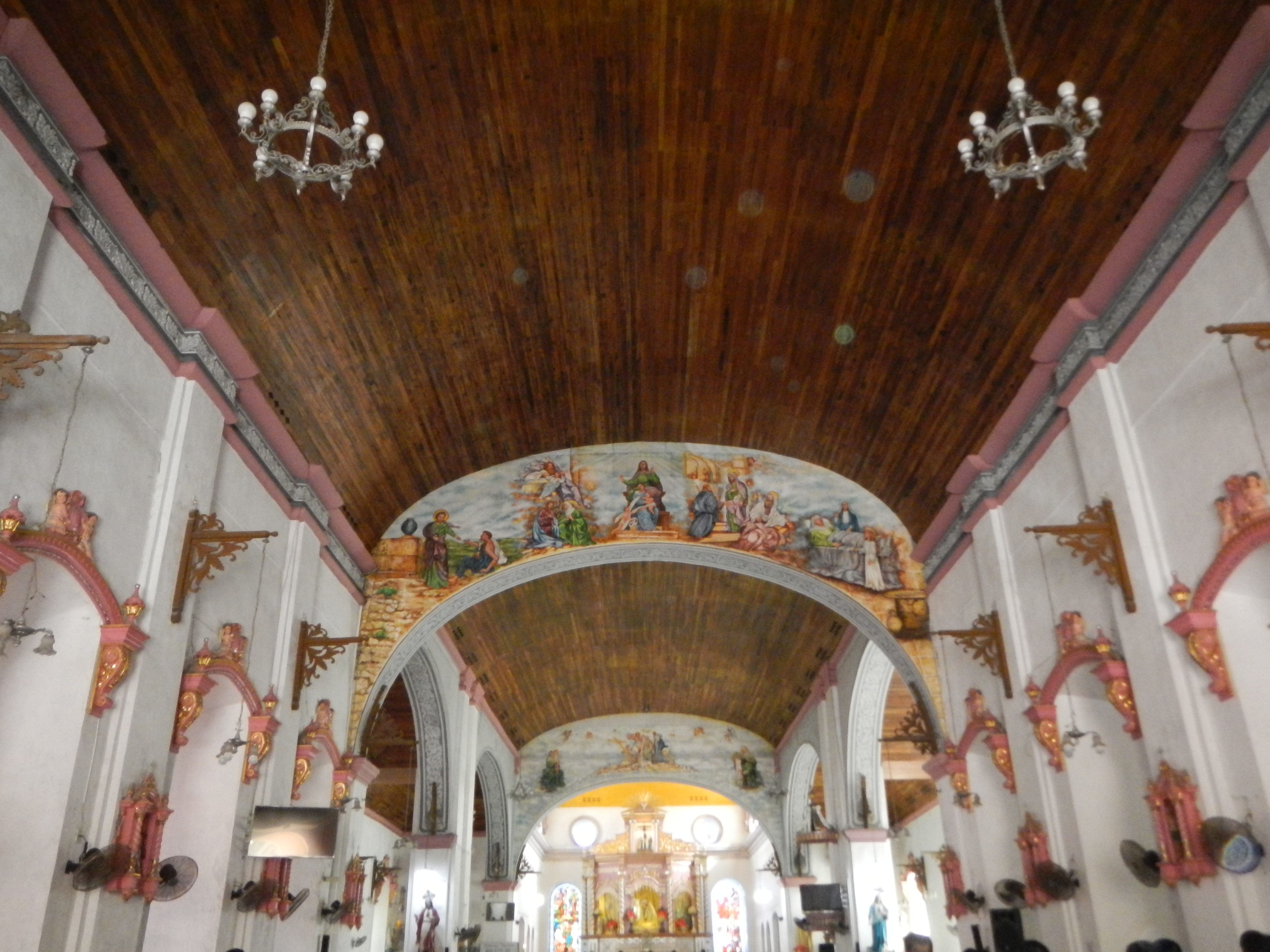